# Chasing Time: The Bedlam Sessions
Chasing Time: The Bedlam Sessions este un album live, precum și un DVD, lansat de James Blunt, în 2006. CD-ul conține înregistrări ale concertului din Irlanda, în timp ce DVD-ul este o înregistrare a tuturor videoclipurilor din albumul Back to Bedlam, pe care James Blunt le-a prezentat la BBC.

## Track-listing
DVD
1. "Billy" (Blunt, Ghost, Skarbek) – 3:46
2. "High" (Blunt, Ross) – 3:55
3. "Wisemen" (Blunt, Hogarth, Skarbek) – 3:49
4. "Goodbye My Lover" (Blunt, Skarbek) – 4:18
5. "Tears And Rain" (Blunt, Chambers) – 4:17
6. "Out of My Mind" (Blunt, Skarbek) - 3:18
7. "So Long, Jimmy" (Blunt, Hogarth) – 5:25
8. "You're Beautiful" (Blunt, Ghost, Skarbek) – 3:38
9. "Cry" (Blunt, Skarbek) – 3:44
10. "No Bravery" (Blunt, Skarbek) – 3:36
11. "Where Is My Mind?" (Francis, Black) – 4:07
12. "High" (Video) - 4:03
13. "High" (The Making of the Video)
14. "Wisemen" (Video) - 4:00
15. "Wisemen" (The Making of the Video)
16. "You're Beautiful" (Video) - 3:23
17. "You're Beautiful" (The Making of the Video)
18. "High" (2005 Video) - 4:02
19. "High" (The Making of the 2005 Video)
20. "Goodbye My Lover" (Video) - 4:19
21. "Goodbye My Lover" (The Making of the Video)
22. "Being Blunt" (Documentary)
23. "Interview & Photo Gallery"

CD
1. "Wisemen" (Blunt, Hogarth, Skarbek) – 3:49
2. "High" (Blunt, Ross) – 3:55
3. "Cry" (Blunt, Skarbek) – 3:44
4. "Goodbye My Lover" (Blunt, Skarbek) – 4:18
5. "So Long, Jimmy" (Blunt, Hogarth) – 5:25
6. "Sugar Coated" (Blunt, Hogarth, Skarbek) – 3:51
7. "You're Beautiful" (Blunt, Ghost, Skarbek) – 3:38
8. "Billy" (Blunt, Ghost, Skarbek) – 3:46
9. "Fall at Your Feet" (Neil Finn) – 2:42
10. "Tears And Rain" (Blunt, Chambers) – 4:17
11. "No Bravery" (Blunt, Skarbek) – 3:36
12. "Where Is My Mind?" (Francis, Black) – 4:07

## Clasament
Clasament DVD
| Clasament (2006)        | Poziție vârf | Certificație |
| ----------------------- | ------------ | ------------ |
| Belgian Music DVD Chart | 1            |              |
| German Music DVD Chart  | 1            |              |
| Swedish Music DVD Chart | 3            | Aur          |
| UK Music DVD Chart      | 1            |              |
| ARIA Music DVD Chart    | 1            |              |

Clasament album
| Clasament (2006)         | Poziție vârf |
| ------------------------ | ------------ |
| New Zealand Albums Chart | 1            |
| Italian Albums Chart     | 1            |
| Swiss Albums Chart       | 2            |
| French Albums Chart      | 8            |
| Polish Albums Chart      | 36           |